# New Zealand Cycle Classic 2014
De 27e editie van de New Zealand Cycle Classic werd verreden van woensdag 29 januari tot en met zondag 2 februari 2014. De wedstrijd maakte deel uit van de UCI Oceania Tour 2014.

## Deelnemende ploegen
| NZCT New Zealand National Team | Rapha Condor JLT                | Synergy Baku Cycling Project | OCBC Singapore          |
| Budget Forklifts               | Satalyst Giant Racing Team      | Avanti Cycling Team          | Drapac                  |
| Team Subaru Albion             | Data#3 Symantec Racing Team     | GPM                          | Signmakers Cycling Team |
| MCS Mobile Communications Team | Total-Pos- SBA Accountants Team | Hydr8 ZERO Cycling Team      | Armstrong Cycling Team  |
| Rocket Switch Cycling Team     | Corratec Bikes Cycling Team     | Team Meridian                | Team Capital Cycles     |

## Etappe-overzicht
| Etappe | Type                | Datum      | Start            | Aankomst         | Afstand  | Winnaar        | Ploeg                          | Klassementsleider |
| ------ | ------------------- | ---------- | ---------------- | ---------------- | -------- | -------------- | ------------------------------ | ----------------- |
| 1e     | Individuele tijdrit | 29 januari | Palmerston North | Palmerston North | 6,1 km   | Michael Vink   | Budget Forklifts               | Michael Vink      |
| 2e     | Vlakke rit          | 30 januari | Palmerston North | Palmerston North | 172,2 km | Wouter Wippert | Drapac                         | Michael Vink      |
| 3e     | Vlakke rit          | 31 januari | Palmerston North | Palmerston North | 154,5 km | Brenton Jones  | Avanti Cycling Team            | Michael Vink      |
| 4e     | Vlakke rit          | 1 februari | Palmerston North | Palmerston North | 151,4 km | Wouter Wippert | Drapac                         | Michael Vink      |
| 5e     | Heuvelrit           | 2 februari | Palmerston North | Palmerston North | 150,8 km | James Oram     | NZCT New Zealand National Team | Michael Vink      |

## Eindklassementen
| Plaats    | Naam              | Ploeg                           | Tijd      |
| --------- | ----------------- | ------------------------------- | --------- |
| Gele trui | Michael Vink      | Budget Forklifts                | 14u18'15" |
| 2         | James Oram        | NZCT New Zealand National Team  | + 0'15"   |
| 3         | Adam Phelan       | Drapac                          | + 0'29"   |
| 4         | Daniel Whitehouse | Total-Pos- SBA Accountants Team | + 0'40"   |
| 5         | Graham Briggs     | Rapha Condor JLT                | + 0'42"   |
| 6         | Patrick Shaw      | Satalyst Giant Racing Team      | z.t.      |
| 7         | Thomas Rabou      | OCBC Singapore                  | + 0'44"   |
| 8         | Jay Crawford      | Drapac                          | + 0'47"   |
| 9         | Hayden McCormick  | NZCT New Zealand National Team  | + 0'49"   |
| 10        | Benjamin Dyball   | Avanti Cycling Team             | z.t.      |

| Puntenklassement |                   |                              |        |
| Plaats           | Naam              | Ploeg                        | Punten |
| Groene trui      | Michael Schweizer | Synergy Baku Cycling Project | 5      |
| 2                | Graham Briggs     | Rapha Condor JLT             | 3      |
| 3                | Edward Laverack   | Rapha Condor JLT             | 3      |

| Bergklassement |                  |                                 |        |
| Plaats         | Naam             | Ploeg                           | Punten |
| Bolletjestrui  | Scott Thomas     | Total-Pos- SBA Accountants Team | 12     |
| 2              | James Oram       | NZCT New Zealand National Team  | 10     |
| 3              | James Williamson | Signmakers Cycling Team         | 10     |

| Ploegenklassement |                     |           |
| Plaats            | Ploeg               | Tijd      |
|                   | Avanti Cycling Team | 42u56'55" |
| 2                 | Drapac              | + 0'47"   |
| 3                 | OCBC Singapore      | + 1'18"   |

1988 · 
1989 · 
1990 · 
1991 · 
1992 · 
1993 · 
1994 · 
1995 · 
1996 · 
1997 · 
1998 · 
1999 · 
2000 · 
2001 · 
2002 · 
2003 ·
2004 ·
2005 ·
2006 ·
2007 ·
2008 ·
2009 ·
2010 ·
2011 · 
2012 · 
2013 · 
2014 · 
2015 · 
2016 · 
2017
 New Zealand Cycle Classic ·
 Herald Sun Tour